# Dolores Hernández
Dolores Hernández (Veracruz, 21 de maio de 1997) é uma saltadora do México. Ela é uma especialista no trampolim.

## Carreira

### Pan de Toronto
Representou seu país nos Jogos Pan-Americanos de 2015 em Toronto com um ouro e um bronze.

### Rio 2016
No trampolim individual Dolores chegou até a segunda rodada, ficando em 16º lugar.